# Онищенко Сергій Степанович
Сергій Степанович Они́щенко (22 серпня 1920, Горохів — 7 березня 2011, Калуш) — український художник, член Спілки радянських художників України з 1967 року. Батько художниці Зоряни Онищенко.

## Біографія
Народився 22 серпня 1920 року в місті Горохові (нині Луцький район Волинської області, Україна). У 1938—1939 роках навчався у Краківській академії мистецтв. Брав участь у німецько-радянській війні.
Протягом 1947—1953 років навчався у Львівському інституті прикладного та декоративного мистецтва, був учнем Романа Сельського, Івана Севери, Миколи Рябініна, Вітольда Манастирського, Василя Любчика, Миколи Федюка.
Після здобуття фахової освіти переїхав до Калуша. Працював у Станіславському художньому фонді. Мешкав у Калуші в будинку на вулиці Мічуріна, № 2. Помер у Калуші 7 березня 2011 року.

## Творчість
Працював у галюзях станкового і монументального живопису та станкової графіки. Серед робіт:
живопис
- «Електропровід „Дружба“» (1961);
- «Гора Сивуля» (1961);
- «Плесо» (1962);
- «Піонерський табір у Карпатах» (1962);
- «Пам'ятник Тарасу Шевченку на Прикарпатті» (1963);
- натюрморт «Червона калина» (1964);

ліногравюри
- «Прикарпаття сьогодні» (1963);
- триптих «Прикарпаття в мирному будівництві» (1965);
- «В літні табори» (1965);
- «Прикарпатський пейзаж» (1967);
- «Напроти вітру» (1967);
- «Люди нової епохи» (1968);
- «Житловий масив» (1968);
- «Ставок заснув» (1969);
- «На оновленій землі» (1969);
- «Новобудови Калуша» (1970);
- «Будівництво міста» (1970);
- «Прикарпатська симфонія» (1970);
- «І час твій прийде з неволею битись» (1971);
- «Цимбали, що співають» (1971).

Створив ілюстрації до творів:
- Тараса Шевченка — триптих «І буде правда на землі» (1964);
- Лесі Українки — «Дим», «Таночки» (обидві — 1971).

Автор мозаїк, настінних розписів:
- «Сучасне Прикарпаття» на Будику культури хімзаводу в Калуші (1965);
- у залі одруження Будинку культури «Мінерал» у Калуші (1966);
- «Лісова пісня» у Будинку культури Вигодського лісокомбінату в смт Вигоді (1968);
- «Черемош — гірська ріка» у Будинку культури селища Ясеня (1970, у співавторстві).

Брав участь в обласних, всеукраїнських мистецьких виставках з 1954 року, зокрема у Києві на Республіканських художніх виставках, присвячених 150-річчю від дня народження Тараса Шевченка у 1964 році та 100-річчю від дня народження Лесі Українки у 1971 році. Персональні виставки відбулися у Калуші у 1995, 2006, 2016 (посмертна) роках, Львові у 2010 році, Івано-Франківську у 2015 році (посмертна).
Деякі роботи зберігаються в колекції Міністерства культури та інформаційної політики України, в Художньому фонді України, Івано-Франківському художньму музеї, Калуській арт-галереї, Музеї мистецтв у Астані.